# Matti Laakso
Matti Samuel Laakso (* 23. März 1939 in Ilmajoki; † 3. November 2020 ebenda) war ein finnischer Ringer. Er war zweifacher Medaillengewinner bei Europameisterschaften im griechisch-römischen Stil im Welter- bzw. Mittelgewicht.

## Werdegang
Matti Laakso begann als Jugendlicher 1947 beim Ringerclub Koskenkorvan Urheilijat mit dem Ringen. Sein jüngerer Bruder Martti Laakso zwei Jahre später ebenfalls mit dem Ringen begann. Als beide Sportler in die internationale Ringereleite vorgestoßen waren, führte die Ähnlichkeit ihrer Namen immer wieder zu Verwechslungen.
Matti Laakso entwickelte sich rasch zu einem sehr guten Ringer, der beide Stilarten betrieb, sich aber bei den internationalen Meisterschaften, an denen er ab 1963 teilnehmen konnte, auf den griechisch-römischen Stil konzentrierte. Er war Polizeibeamter und rang im Laufe seiner Laufbahn noch für die Vereine Vaasan Voima-Veikot, Oulun Poliisiurheilijat u. Oulun Pyrintö.
Seinen ersten finnischen Meistertitel gewann Matti Laakso im Alter von 19 Jahren im Jahre 1958 im griech.-röm. Stil im Leichtgewicht. Bis zum Ende seiner Ringerlaufbahn im Jahre 1974 fügte er diesem Titel noch weitere 17 finnische Meistertitel hinzu. Er gewann dabei in vier verschiedenen Gewichtsklassen vom Leichtgewicht bis zum Halbschwergewicht.
Sein Debüt auf der internationalen Ringermatte gab Matti Laakso im Jahre 1960, als er bei den Olympischen Spielen in Rom im griechisch-römischen Stil im Weltergewicht an den Start gehen durfte und mit vier Siegen einen sehr guten 6. Platz belegte. Unter den von ihm besiegten Ringern befanden sich auch die starken Franco Benedetti aus Italien und Bertil Nyström aus Schweden. Den Traum von einer Medaille vereitelte damals der für die gesamtdeutsche Mannschaft startende Günther Maritschnigg aus Witten, der Matti Laakso in der fünften Runde besiegte und aus dem Rennen warf.
1963 belegte Matti Laakso bei den Nordischen Meisterschaften im Weltergewicht den 1. Platz vor Harald Barlie aus Norwegen. Im gleichen Jahr kam er bei der Weltmeisterschaft in Helsingborg im Weltergewicht auf den 9. Platz, wobei es mit Rudolf Vesper aus Rostock ein weiterer deutscher Ringer war, der durch einen Sieg über ihn, eine bessere Platzierung verhinderte.
Nachdem Matti Laakso bei den Olympischen Spielen 1964 in Tokio mit dem 10. Platz zufrieden sein musste, gelang ihm bei der Europameisterschaft 1966 in Essen endlich ein Medaillengewinn. Er gewann dort vier Kämpfe und besiegte dabei auch den bundesdeutschen Meister Peter Nettekoven aus Dortmund und unterlag erst im Finale dem sowjetischen Sportler Wladislaw Iwlew.
In den Jahren 1967 und 1968 erreichte er bei den internationalen Meisterschaften zwar noch sehr gute Platzierungen, konnte aber keine Medaillen gewinnen. Bei der Weltmeisterschaft 1969 in Mar del Plata, die schon im März des Jahres stattfand, erreichte Matti Laakso einen hervorragenden 5. Platz im Mittelgewicht und bei der Europameisterschaft 1969 in Modena belegte er im Mittelgewicht den 3. Platz und gewann somit mit der Bronzemedaille noch einmal eine Medaille. Er siegte dabei über den Schweizer Jimmy Martinetti, den deutschen Meister Ernst Knoll und den Türken Ali Kazan.
Bei der Europameisterschaft 1970 in Berlin kam er im Mittelgewicht wieder auf den 5. Platz. Bemerkenswert ist dabei sein Unentschieden gegen den sowjetischen Vertreter Tomaz Machavariani. Im Jahr 1972 ging er letztmals bei internationalen Meisterschaften an den Start. Bei der Europameisterschaft in Kattowitz kam er dabei auf den 7. Platz und bei den Olympischen Spielen in München reichte es mit einem Sieg, einem Unentschieden und einer Niederlage nur mehr für den 13. Platz.
Nach München beendete Matti Laakso seine internationale Ringerlaufbahn.

## Internationale Erfolge
(alle Wettbewerbe im griechisch-römischen Stil, OS = Olympische Spiele, WM = Weltmeisterschaft, EM = Europameisterschaft, Le = Leichtgewicht, We = Weltergewicht, Mi = Mittelgewicht, Hs = Halbschwergewicht, bis 1962 bis 67 kg, 73 kg, 79 kg u. 87 kg, bis 1968 bis 70 kg, 79 kg, 87 kg u. 97 kg und ab 1969 bis 68 kg, 74 kg, 82 kg u. 90 kg Körpergewicht)
| Jahr | Platz | Wettbewerb                         | Gewichtsklasse | |
| 1960 | 6.    | OS in Rom                          | Welter         | mit Siegen über Hans-Jürg Hirschbühl, Schweiz, Bernard Philippi, Luxemburg, Franco Benedetti, Italien u. Bertil Nyström, Schweden u. einer Niederlage gegen Günther Maritschnigg, Deutschland |
| 1963 | 1.    | Nordische Meisterschaft            | Welter         | vor Harald Barlie, Norwegen u. R. Söderlund, Schweden |
| 1963 | 9.    | WM in Helsingborg                  | Welter         | mit einem Sieg über Albertus Rosbag, Niederlande, Unentschieden gegen Bjarne Ansbøl, Dänemark u. Fahrettin Cankaya, Türkei u. einer Niederlage gegen Rudolf Vesper, DDR                       |
| 1964 | 10.   | OS in Tokio                        | Welter         | mit einem Sieg über Job Mayo, Philippinen, einem Unentschieden gegen Ion Ţăranu, Rumänien u. Niederlagen gegen Kiril Petkow, Bulgarien u. Mithat Bayrak, Türkei                               |
| 1965 | 1.    | Nordische Meisterschaft            | Welter         | vor L. Söderlund, Schweden u. H.E. Dahn, Norwegen |
| 1966 | 2.    | EM in Essen                        | Welter         | mit Siegen über Hans-Jürg Hirschbühl, Barend Kops, Niederlande, Dimitrios Savas, Griechenland u. Peter Nettekoven, BRD u. einer Niederlage gegen Wladislaw Iwlew, UdSSR                       |
| 1966 | 9.    | WM in Toledo/USA                   | Welter         | mit Unentschieden gegen Kiril Petkow u. Bolesław Dubicki, Polen u. einer Niederlage gegen Milan Nenadić, Jugoslawien                                                                          |
| 1967 | 4.    | "Iwan-Poddubny"-Turnier in Moskau  | Welter         | hinter Wiktor Igumenow, Georgi Werchinin u. Wladislaw Iwlew, alle UdSSR u. vor Emil Alexandorw, Bulgarien u. Piotr Starczynski, Polen                                                         |
| 1967 | 7.    | EM in Minsk                        | Welter         | mit einem Sieg über Vítězslav Mácha, CSSR u. Unentschieden gegen Jan Kårström, Schweden u. Sandor Kovacs, Ungarn                                                                              |
| 1968 | 2.    | Nordische Meisterschaft            | Welter         | hinter Harald Barlie u. vor Roland Andersson, Schweden |
| 1968 | 11.   | EM in Västerås                     | Welter         | mit einem Sieg über Franz Berger, Österreich, einem Unentschieden gegen Jan Karström u. einer Niederlage gegen Wladislaw Iwlew                                                                |
| 1968 | 1.    | Polizei-EM in Freiburg im Breisgau | Welter         | vor Arne Nilsson, Schweden u. Wolfgang Seidel, BRD |
| 1969 | 5.    | WM in Mar del Plata                | Mittel         | mit einem Sieg über Harald Barlie, einem Unentschieden gegen Peter Nettekoven u. einer Niederlage gegen Omar Bliadse, UdSSR                                                                   |
| 1969 | 3.    | EM in Modena                       | Mittel         | mit Siegen über Jimmy Martinetti, Schweiz, Ernst Knoll, BRD u. Ali Kazan, Türkei u. Niederlagen gegen Milan Nenadic, Jan Kårström u. Hakaon Överby, Norwegen                                  |
| 1970 | 5.    | EM in Berlin                       | Mittel         | mit Siegen über Ion Gabor, Rumänien u. Niels Madsen, Dänemark, einem Unentschieden gegen Tomaz Machavariani, UdSSR u. einer Niederlage gegen Milan Nenadic                                    |
| 1970 | 12.   | WM in Edmonton                     | Mittel         | mit einem Unentschieden gegen Ali Yagmur, Türkei u. Niederlagen gegen Jan Kårström u. Petar Krumow, Bulgarien                                                                                 |
| 1972 | 7.    | EM in Kattowitz                    | Mittel         | mit Siegen über Jan Kårström u. Santiago Morales, Spanien u. Niederlagen gegen Kiril Dimitrow, Bulgarien u. Miroslav Janota, CSSR                                                             |
| 1972 | 13.   | OS in München                      | Mittel         | mit einem Sieg über Dasran Miagmar, Mongolei, einem Unentschieden gegen Harald Barlie u. einer Niederlage gegen Miroslav Janota                                                               |

## Länderkämpfe
In den 1960er u. 1970er Jahren fanden regelmäßig Länderkämpfe zwischen Finnland und Schweden statt. Matti Laakso vertrat bei diesen Länderkämpfen häufig sein Land und erzielte dabei Siege über die schwedischen Ringer Hansmark, A. Karlsson, Ovsiannikov, Leopold Israelsson, L. Söderkvist, Bengt Fridh, Roland Andersson, Larsson und rang gegen Bertil Nyström und Jan Kärström unentschieden.

## Finnische Meisterschaft
- 1958, 1. Platz, GR, Le, vor Veikko Alanen u. Jouko Lehtinen,
- 1959, 2. Platz, Gr, We, hinter Olavi Niemi u. vor Veikko Rantanen,
- 1959, 2. Platz, F, We, hinter Veikko Rantanen u. vor Aaro Kivelä,
- 1960, 1. Platz, GR, We, vor Veikko Rantanen u. Olavi Niemi,
- 1961, 1. Platz, GR, Mi, vor Veikko Rantanen u. Pekka Suominen,
- 1961, 2. Platz, F, We, hinter Veikko Rantanen u. vor Aaro Kivelä,
- 1963, 1. Platz, GR, We, vor Olavi Niemi u. Tapani Mäenpää,
- 1963, 1. Platz, F, Mi, vor Olavi Niemi u. Mauri Ritamäki,
- 1964, 1. Platz, GR, We, vor Kaarlo Wieser u. Risto Toivola,
- 1965, 1. Platz, GR, We, vor Arto Savolainen u. Tauno Pietelä,
- 1965, 1. Platz, F, Mi, vor Pentti Punkari u. Eino Ikola,
- 1966, 1. Platz, Gr, We, vor Arto Savolainen u. Alpo Koskiniemi,
- 1966, 1. Platz, F, Mi, vor Olavi Niemi u. Aulis Keisala,
- 1967, 1. Platz, GR, We, vor Pentti Salo u. Pauli Tuuti,
- 1967, 1. Platz, F, Mi, vor Pentti Punkari u. Tapani Keisala
- 1968, 2. Platz, GR, We, hinter Eero Tapio u. vor Erkki Hämälainen,
- 1969, 1. Platz, GR, Mi, vor Jorma Penttinen u. Kaarlo Wieser,
- 1970, 1. Platz, GR, Mi, vor Leo Petrell u. Matti Riihoja,
- 1970, 1. Platz, F, Hs, vor Mauno Tuominen u, Keijo Manni,
- 1971, 1. Platz, GR, Mi, vor Pentti Punkari u. Erkki Haapala,
- 1971, 1. Platz, F, Mi, vor Pentti Punkari u. Markku Latvala,
- 1972, 1. Platz, GR, Mi, vor Erkki Hämäläinen u. Jorma Haatanen,
- 1972, 2. Platz, F, Hs, hinter Seppo Laitinen u. vor Matti Riihoja,
- 1973, 2. Platz, GR, Mi, hinter Pentti Salo u. vor Timo Perimäki,
- 1974, 2. Platz, F, Mi hinter Antti Sepponen u. vor Esa Ahvenniemi